# アート・ロス

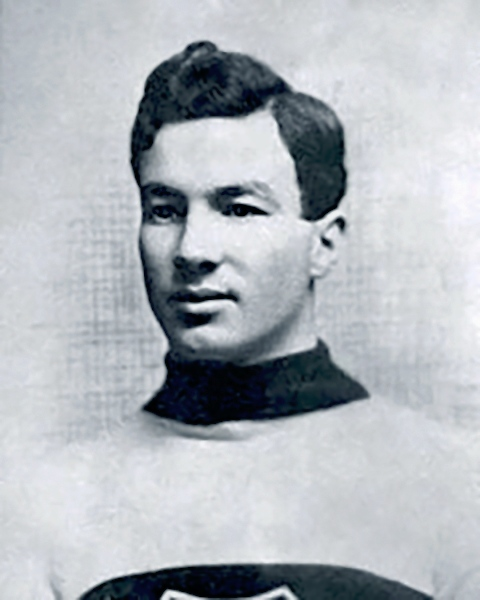
アート・ロス

アート・ロス（英語: Art Ross, 本名：アーサー・ハウィー・ロス（Arthur Howie Ross, 1886年1月13日 - 1964年8月5日）は、カナダ連邦オンタリオ州生まれの元プロアイスホッケー選手。ポジションはディフェンス。
現役引退後はナショナルホッケーリーグ(NHL)及びその前身であるナショナルホッケーアソシエーション(NHA)チームのコーチ、レフェリー、GM などを歴任した。

## 経歴
1886年にオンタリオ州ノートンで生まれ、ケベック州モントリオールで育ち、ここでアイスホッケーを学んだ。
長じて、NHAのオタワのヘイリーベリー及びモントリオール・ワンダラーズで8シーズンに渡って選手として活躍した。この間、1907年には、ケノラ・シスルズで、翌1908年にはワンダラーズで、それぞれスタンレー・カップ優勝を経験している。
ワンダラーズは、NHLの発足年度となる1917-1918シーズンからこのリーグに参戦をしているが、ロスはNHLではわずか3試合しか選手として出場していない（なお、ワンダラーズのアリーナはこの後火災で焼失し、チームは休部に追い込まれた）。この後、レフリーとして活動する。
NHLの1924-1925シーズンから、ロスはボストン・ブルーインズの初代ヘッドコーチに就任し、チームを3度のスタンレー・カップ優勝に導く。さらに、その後ブルーインズの総支配人 (GM) に昇進した。 
1949年には、この年選出された12名の中の一人としてホッケーの殿堂入りを果す（殿堂入りの区分は、選手としてではなく、ホッケーの管理者に与えられる「ビルダー (Builder) 」）。

## 人物

### ホッケー界への貢献
アイスホッケーの試合に用いるパックについて、従来用いられた天然ゴム素材の代わりに合成ゴムを使用することを初めて提唱したと伝えられている。これにより、（偶然に左右されることなく）より堅実で矛盾のないゲームを楽しめるようになったとされる。
また、アイスホッケーでのゴールネットの形状について、アルファベットのBのようにたるみを持たせた形に工夫したとされる。これにより、ネットから跳ね返ったパックが選手を直撃する危険を少なくすることができるようになった。

### アート・ロス記念賞
NHLでは、1947-1948シーズン以降、レギュラーシーズン通算で最高のポイント（ゴール数＋アシスト数）を獲得した選手には、アート・ロスの名を刻んだアート・ロス記念賞が授与されているが、このトロフィーはロスが寄贈したものである。 
この賞の受賞基準について、仮にポイント数が同点の者が複数存在した場合には、最多のゴールを上げた者が受賞資格を有する。また、それでも受賞者が決しない場合には、出場試合数の少ない者、次に最も早期にゴールを上げた者の基準により受賞者を選出する。それでも決しない場合は、受賞者は複数とされる。

## 詳細情報

### 通算成績
| 1917-1918 | モントリオール・ワンダラーズ | NHL     | 3 | 1 | 0 | 1 | 0 |  |  |  |  |  |
| NHL合計   | NHL合計                      | NHL合計 | 3 | 1 | 0 | 1 | 0 |  |  |  |  |  |